# Sidney Breese
Sidney Breese, född 7 september 1800 i Whitesboro, New York, död 27 juni 1878 i Pinckneyville, Illinois, var en amerikansk demokratisk politiker och jurist. Han representerade delstaten Illinois i USA:s senat 1843–1849.
Breese utexaminerades 1818 från Union College i Schenectady och flyttade sedan till Illinois. Han studerade juridik och inledde 1820 sin karriär som advokat i Kaskaskia. Han tjänstgjorde som federal åklagare 1827–1829 och som domare i Illinois högsta domstol 1841–1842 samt från 1857 fram till sin död.
Breese efterträdde 1843 Richard M. Young som senator för Illinois och efterträddes 1849 av James Shields. Han lobbade hårt för byggandet av Illinois Central Railroad. Breese var chefsdomare i Illinois högsta domstol 1867–1870 och 1873–1874. 
Breese avled 1878 och gravsattes på Carlyle Cemetery i Carlyle, Illinois. Staden Breese har fått sitt namn efter Sidney Breese.